# Philipp Otto Runge

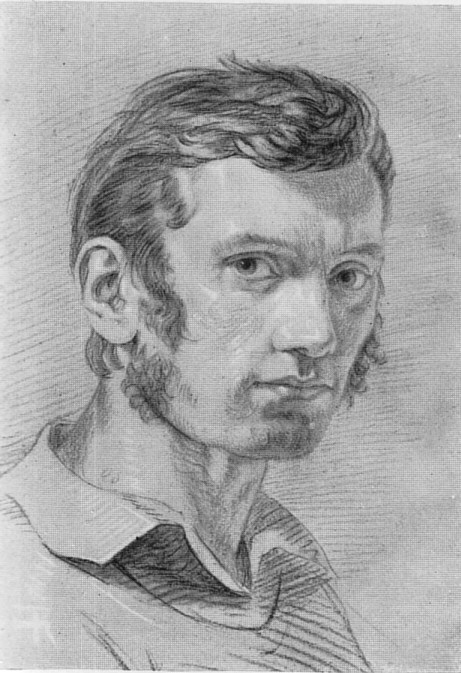
Philipp Otto Runge – Självporträtt

Philipp Otto Runge, född 23 juli 1777 i Wolgast, Vorpommern (eller Svenska Pommern), Tyskland, död 2 december 1810 i Hamburg, var en tysk målare och etsare.
Runge räknas, tillsammans med Caspar David Friedrich, som ledande bland de tyska romantikerna.

## Biografi

Philipp Otto Runge – ”Morgonen” (1808). Kunsthalle, Hamburg

Philipp Otto Runge var det nionde av elva barn. Hans far var köpman och ägare av ett rederi. 
År 1797 erhöll Runge sina första målerilektioner, av Heinrich Joachim Herterich och Gerdt Hardorff d.ä., i Hamburg. Mellan 1799 och 1801 studerade han för Jens Juel, vid Det Kongelige Danske Kunstakademi i Köpenhamn, för att fram till 1804 vidareutbildas vid konstakademin i Dresden. Här fick han även kontakt med de tyska romantikerna, främst Caspar David Friedrich och Johann Gottfried Quistorp. Diktaren Ludwig Tieck, som han likaså träffade i Dresden, gjorde honom bekant med Jacob Böhmes mystik och Novalis verk. Vid en senare resa till Weimar besökte han dessutom Johann Wolfgang von Goethe. 
Runge gifte sig 1804 med Pauline Bassenge, som ofta agerade modell för hans målningar. De bosatte sig 1804 i Hamburg.
Runge insjuknade redan i unga år i tuberkulos och dog 33 år gammal.
Runge presenterade år 1810 Die Farbenkugel som ett försök att illustrera alla färger i form av en sfär.

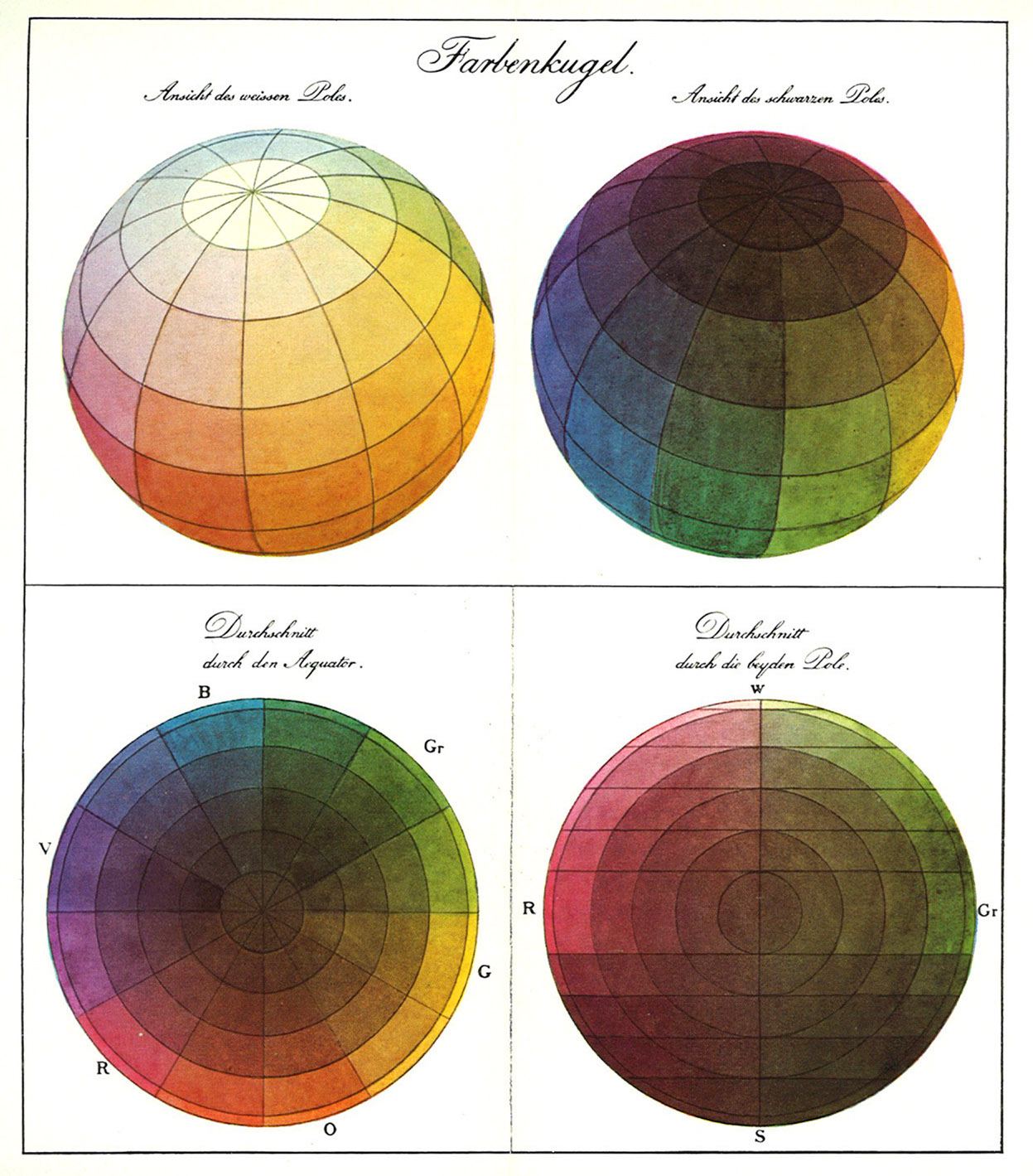
Runge Farbenkugel

## Eftermäle
Asteroiden 11853 Runge är uppkallad efter honom.